# Micridium halidaii
Micridium halidaii är en skalbaggsart som först beskrevs av Matthews 1868.  Micridium halidaii ingår i släktet Micridium, och familjen fjädervingar. Arten är reproducerande i Sverige.